# Old Boston
Old Boston – miejsce w Anglii, w hrabstwie ceremonialnym Merseyside, w dystrykcie metropolitalnym St Helens. Leży 24 km na wschód od centrum Liverpool i 276 km na północny zachód od Londynu. Była kopalnia, potem centrum szkoleniowe dla górników, teraz park przemysłowy.